# 緒方郵便局
緒方郵便局（おがたゆうびんきょく）は、大分県豊後大野市にある郵便局。民営化前の分類では集配特定郵便局であった。

## 概要
住所：〒879-6699 大分県豊後大野市緒方町馬場10-5

## 沿革
- 1880年（明治13年）8月16日 - 原尻（はらじり）郵便局（五等）として開設[1]。
- 1885年（明治18年）10月1日 - 貯金取扱を開始。
- 1896年（明治29年）5月1日 - 為替取扱を開始。
- 1906年（明治39年）3月26日 - 緒方郵便局に改称。
- 1974年（昭和49年）10月16日 - 電話交換業務を三重電報電話局に移管[2]。
- 2006年（平成18年）10月8日 - 上緒方郵便局、長谷川郵便局から集配業務を移管[3]。
- 2007年（平成19年）10月1日 - 民営化に伴い、併設された郵便事業竹田支店緒方集配センターに一部業務を移管。
- 2012年（平成24年）10月1日 - 日本郵便株式会社発足に伴い、郵便事業竹田支店緒方集配センターを緒方郵便局に統合。
- 2016年（平成28年）2月8日 - 朝地郵便局から集配業務を移管[4]。

## 取扱内容
- 郵便、印紙、ゆうパック、内容証明
- 貯金、為替、振替、振込、国際送金、国債
- 生命保険、バイク自賠責保険
- 地方公共団体事務（豊後大野市入場券の販売）
- ゆうちょ銀行ATM
- 豊後大野市内の一部地域（旧緒方町、旧朝地町域：〒879-66xx、〒879-62xx、〒879-63xx、〒879-67xx、〒879-68xx地域）の集配業務

## 周辺
- 豊後大野市役所緒方支所
- 豊後大野市立緒方小学校
- 国道502号
- 緒方川

## アクセス
- JR豊肥本線 緒方駅から徒歩約10分
- 大野竹田バス 緒方駅前停留所下車
- 駐車場あり：7台